# Ribota de Mena
Ribota de Mena, también conocida como Ribota de Ordunte, es una entidad local menor, formada por una sola localidad del mismo nombre y situada en la provincia de Burgos, comunidad autónoma de Castilla y León (España), comarca de Las Merindades, partido judicial de Villarcayo, ayuntamiento de Valle de Mena.

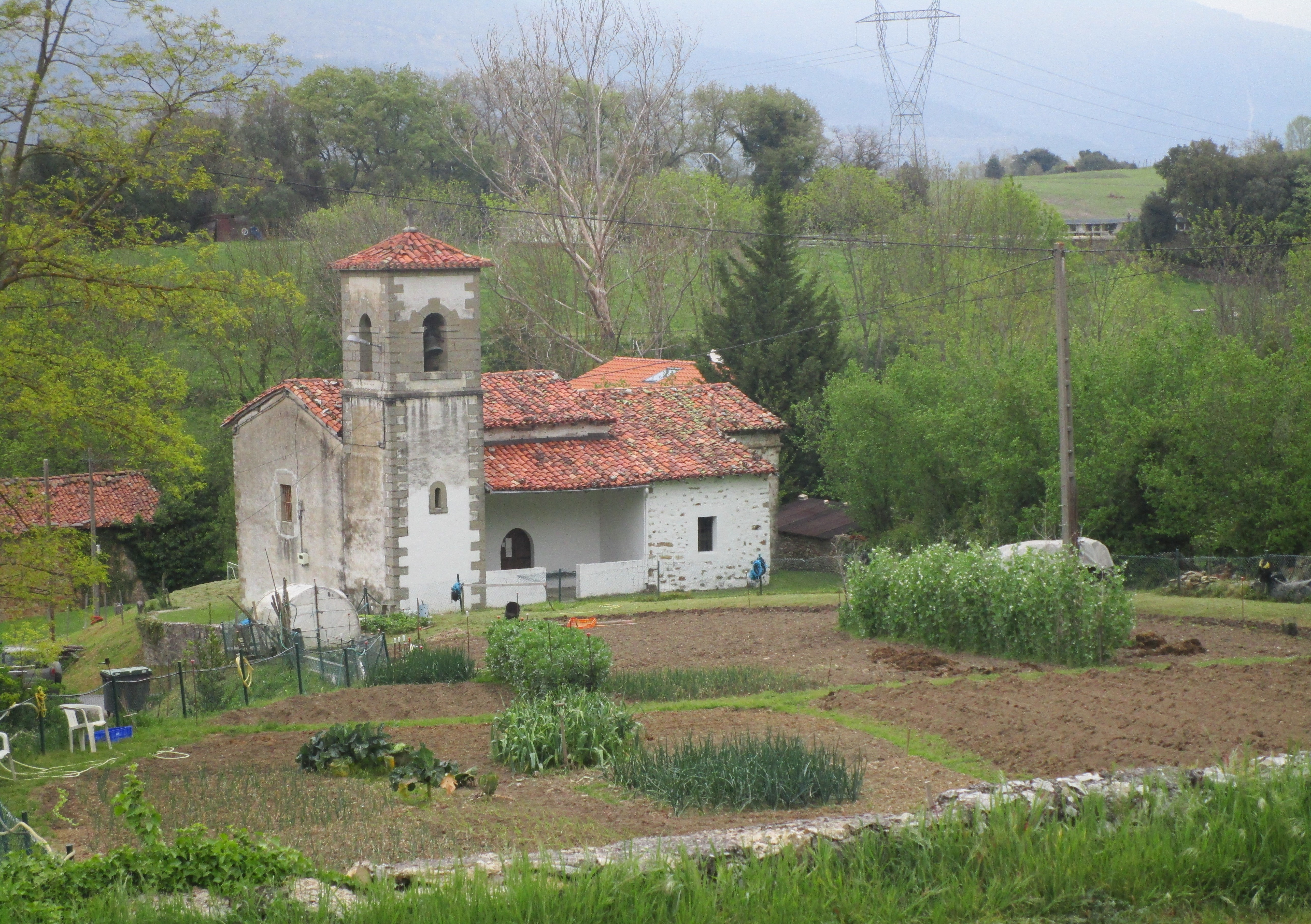
Huertas e iglesia.

## Geografía
En la vertiente cantábrica de la provincia, bañada por el río Ordunte, al sur del embalse del mismo nombre, en la depresión entre la sierra de Ordunte al norte y los montes de La Peña al sur, donde se encuentra el Lugar de Importancia Comunitaria conocido como los Bosques del Valle de Mena.; a 43 km de Villarcayo, cabeza de partido, y a 118 de Burgos. 
Comunicaciones: Conexión con la carretera CL-629, donde circula la línea de autobuses Burgos-Bilbao, por la local BU-V-5545 atravesando Partearroyo y Nava de Ordunte. A 4 km está a estación de Ungo-Nava del ferrocarril Bilbao La Robla.

## Situación administrativa
En las elecciones locales de 2015 correspondientes a esta entidad local menor, Aitor Ortiz Vallejuelo Rábago (PSOE), resulta reelegido alcalde pedáneo.

## Demografía
En el censo de 1950 contaba con 73 habitantes, reducidos a 32 en 2004, 36 en 2007.

## Fiestas
El 25 de julio se celebra al patrón, el apóstol Santiago.

## Historia
Lugar en la Junta de Ordunte situada en el Valle de Mena, perteneciente al partido de Laredo, jurisdicción de realengo, con alcalde ordinario.
A la caída del Antiguo Régimen queda agregado al ayuntamiento constitucional de Valle de Mena , en el partido de Villarcayo perteneciente a la región de Castilla la Vieja.

## Patrimonio
Iglesia de Santiago, casona junto a la carretera y el puente del Romeral.